# Polyrhachis flavibasis
Polyrhachis flavibasis är en myrart som beskrevs av Clark 1930. Polyrhachis flavibasis ingår i släktet Polyrhachis och familjen myror. Inga underarter finns listade i Catalogue of Life.